# Мормиші
Мормиші́ (рос. Мормыши) — село у складі Романовського району Алтайського краю, Росія. Адміністративний центр Мормишанської сільської ради.

## Населення
Населення — 162 особи (2010; 240 у 2002).
Національний склад (станом на 2002 рік):
- росіяни — 93 %